# Bactrosaurus
Bactrosaurus je rod ornitopodního dinosaura z čeledi Hadrosauridae.

## Popis
Byl to masivní dinosaurus, který byl dlouhý kolem 6 metrů a vážil asi 1,2 tuny, takže patřil k menším hadrosauridům. Jeho hlava byla vzhledově plochá bez hřebínku a měl trny na obratlech. Na zádech by bylo možno vidět hřeben. Bactrosaurus se pohyboval po zadních nebo všech čtyřech končetinách. Tento dinosaurus se časově zařazuje do období pozdní křídy, žil tedy přibližně před 100 až 86 miliony let (podle některých údajů však až před asi 70 miliony let). Fosilní nálezy se vyskytují v Asii (Mongolsko, Čína, například souvrství Iren Dabasu). Starším příbuzným tohoto rodu byl rovněž mongolský Probactrosaurus, jehož rodové jméno doslova znamená „před baktrosaurem“.

## Druhy
- Bactrosaurus johnsoni Gilmore, 1933
- Bactrosaurus kysylkumensis? (Riabinin, 1931) - původně popsán jako Cionodon kysylkumensis
- Bactrosaurus prynadai Riabinin, 1937

## Patologie
V roce 2003 byly podrobným výzkumem odhaleny kosterní tumory na fosilních kostech tohoto dinosaura a některých příbuzných rodů. Ty dokazují, že zmínění dinosauři často trpěli několika typy rakoviny.